# Janówka (Błaszki)
Janówka – historyczna część miasta Błaszki, położona na południe od centrum, wzdłuż ulicy Pułaskiego. Do 1925 odrębna miejscowość.

## Historia
Janówka to dawna wieś Do 1924 należała do gminy Błaszki w powiecie kaliskim, początkowo w guberni kaliskiej, a od 1919 w woj. łódzkim. 
1 stycznia 1926 Janówkę włączono do Błaszek.